# Tour Snia Viscosa
La Torre San Babila ou tour Snia Viscosa (en italien : Torre Snia Viscosa) est un bâtiment de Milan en Italie.

## Histoire
Les travaux de construction du bâtiment, conçu par l'architecte italien Alessandro Rimini, commencent en 1935 et sont achevés en 1937.

## Description
La tour, située dans la piazza San Babila dans le centre-ville de Milan, domine avec son hauteur de 59 mètres le quartier environnant.